# Modesto Brocos
Modesto Brocos y Gómez (Santiago de Compostela, 9 de febrero de 1852 — Río de Janeiro, 28 de noviembre de 1936) fue un pintor, grabador y escritor español radicado en Brasil, definitivamente a partir de 1890.

## Biografía
Era hermano del escultor Isidoro Brocos y Gómez, que fue su primer profesor en la Academia de Bellas Artes de La Coruña. Terminados los estudios, a los dieciocho años, trató de ganarse la vida en la Argentina, pero dos años más tarde se encontraba en Brasil, ilustrando el semanario O Mequetrefe, en Río de Janeiro. Introdujo en el país la técnica de la xilografía, empleándola en sus ilustraciones. En 1875 se inscribió por libre en la Academia Imperial de Belas Artes, donde fue alumno de Vítor Meireles y Zeferino da Costa. 
De genio inquieto, no llegó a quedarse dos años en Brasil, trasladándose a Paris e ingresando en la Escuela de Bellas Artes, donde tuvo como maestro al alemán Henri Lehmann. No soportó ese tipo de enseñanza, trasladándose a Madrid y luego de nuevo a Paris, para acabar en Roma, donde conoció a su profesor y protector, el pintor Francisco Pradilla. Durante cinco años frecuentó la Academia Chigi, hasta 1890. En esa época ya era un artista maduro, autor de excelentes obras y frecuentador del Salon parisiense.
En su condición de pintor, ya completamente formado, retorna a Río de Janeiro, con una invitación de Rodolfo Bernardelli, por entonces director de la Escola Nacional de Belas Artes, sucesora de la vieja Academia Imperial. Tras naturalizarse brasileño, lo que consiguió rápidamente, fue nombrado profesor de dibujo anatómico en la Escola Nacional de Belas Artes, materia que enseñó de 1891 a 1896.
En muchos de sus trabajos como pintor y grabador retrató con realismo los tipos y las escenas brasileñas. Participó en diversos géneros de pintura y fue autor de varios libros, como A questão do ensino de Bellas Artes (1915) e Retórica dos pintores (1933). En 1930 publicó Viaje a Marte, una novela de ciencia ficción. El libro, que describe con todo detalle la sociedad marciana, es una utopía socialista.

## Obras

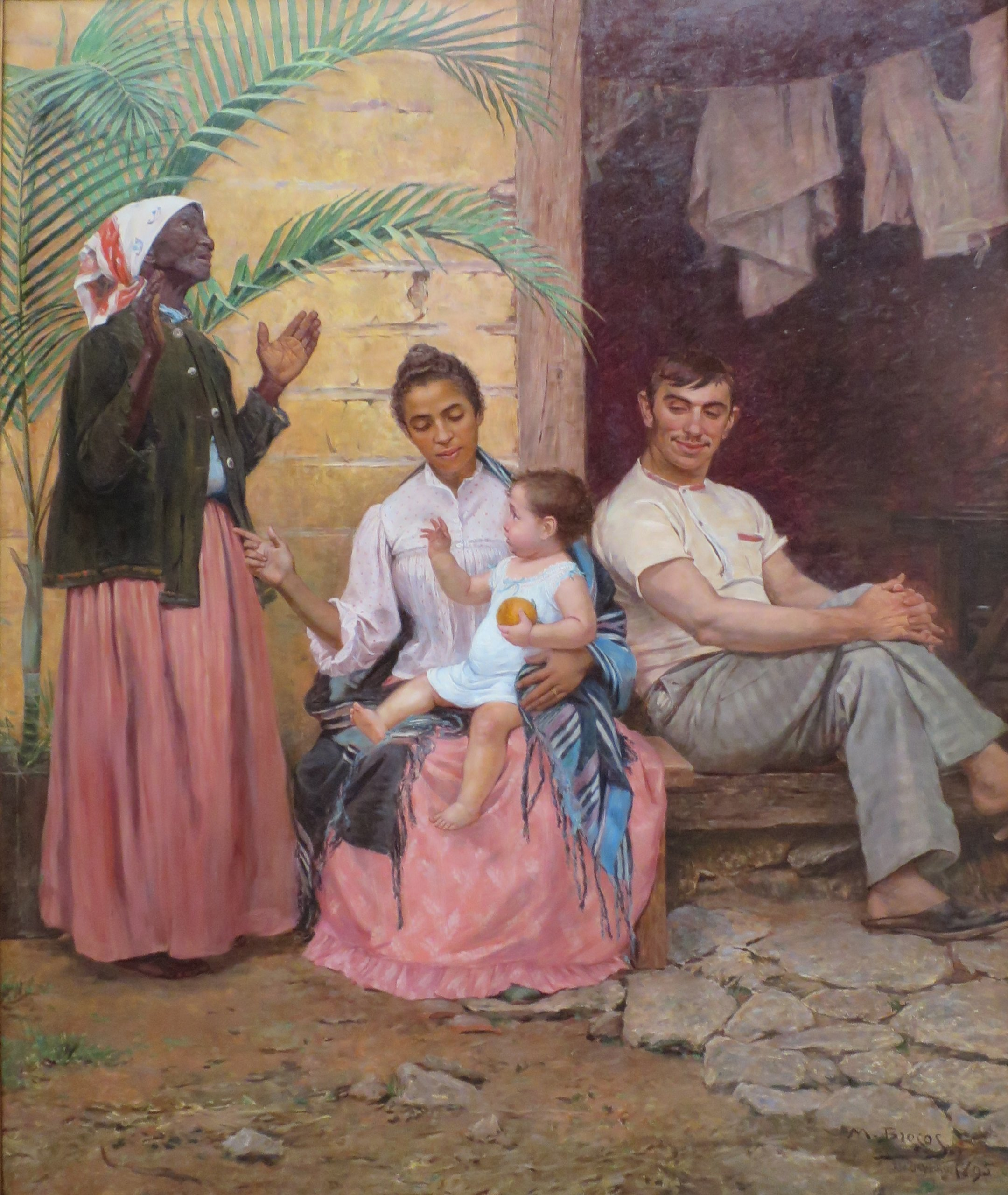
Redención de Cam (1895).

El cuadro, A Redenção de Cam, en español, «la Redención de Cam» pertenece al Museo Nacional de Bellas Artes de Brasil. Está compuesto por cuatro personas de frente en una casa humilde, una señora negra de pie y con gesto de agradecimiento a los cielos por algún favor concedido, al lado de una joven mulata, probablemente la hija, y de un joven blanco, posiblemente el nieto. Simboliza, entre otras cosas, la inmigración en Brasil, posteriormente adoptada como ideal de formación nacional, propuesta por João Baptista de Lacerda y presentada en Londres. Junto a la pintura aparecía la siguiente leyenda:

Negro pasando al blanco, en la tercera generación, por efecto del cruzamiento de razas.

El nombre es una referencia a Cam, personaje del Génesis, cuyo padre, Noé, lo maldijo, lo que, según las teorías racistas de la época, había condenado a los descendientes de Cam a ser de color negro y a la esclavitud.

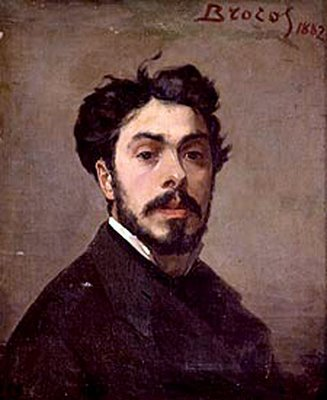
Autorretrato (1882). Museo de Pontevedra
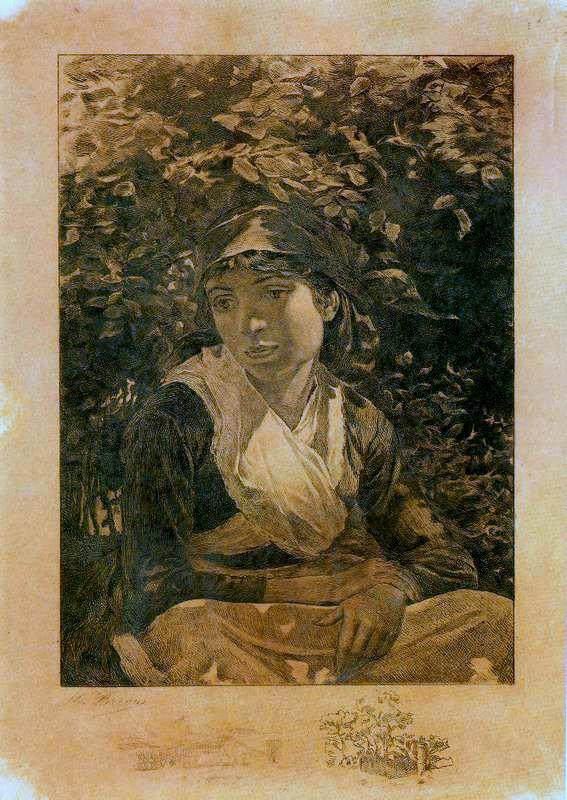
Campesina.
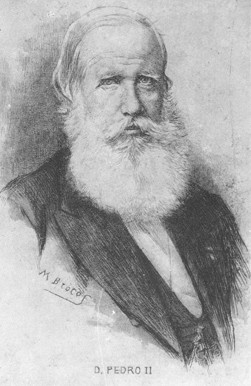
Grabado del emperador Pedro II (c. 1885).
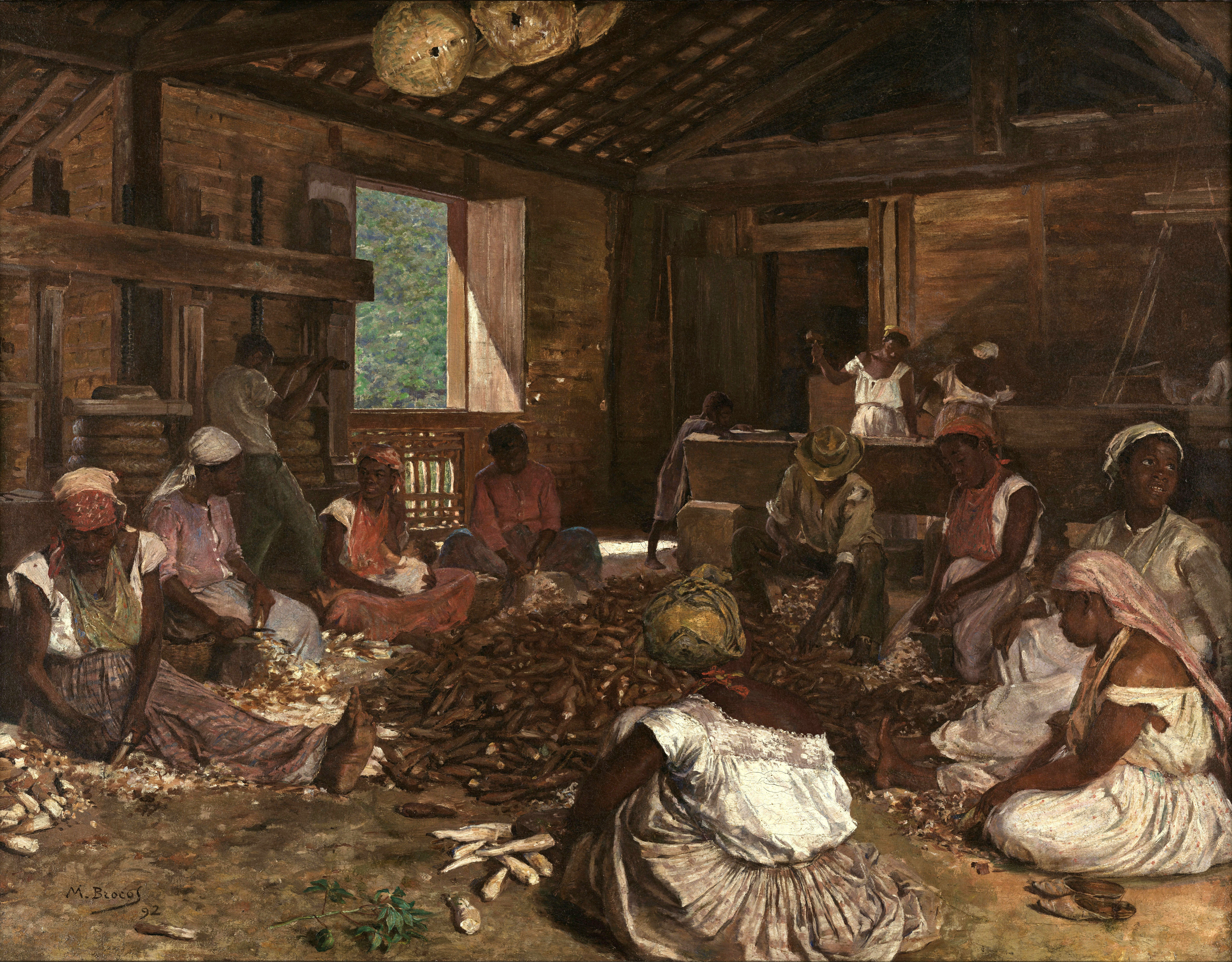
Ingenio de mandioca (1892).
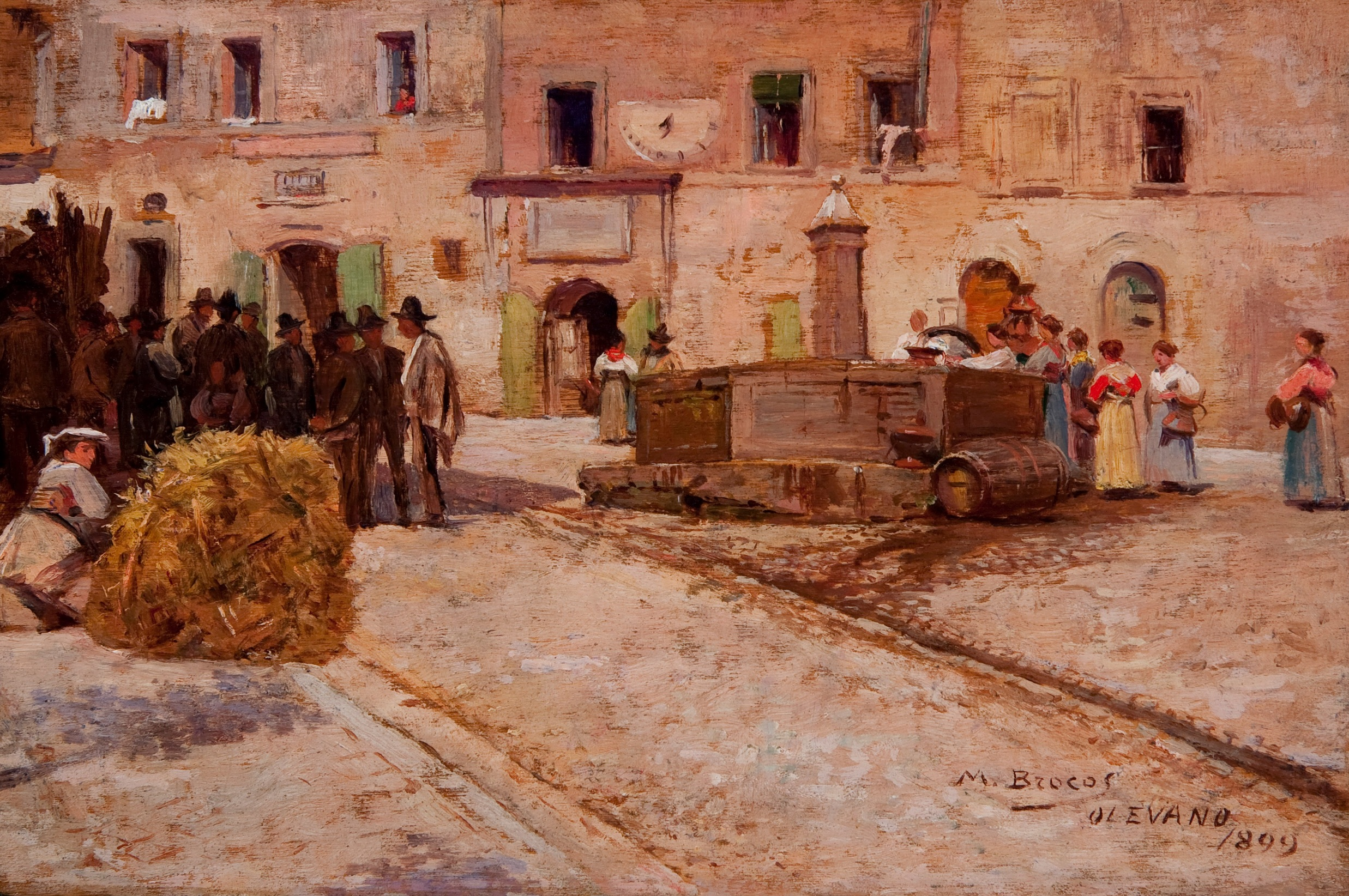
Olevano (1899).